# Premi Oscar 1930 (novembre)
La 3ª edizione della cerimonia di premiazione dei Premi Oscar si è tenuta il 5 novembre 1930 nella Fiesta Room dell'Ambassador Hotel a Los Angeles. Il conduttore della serata è stato l'attore Conrad Nagel, star del cinema muto.

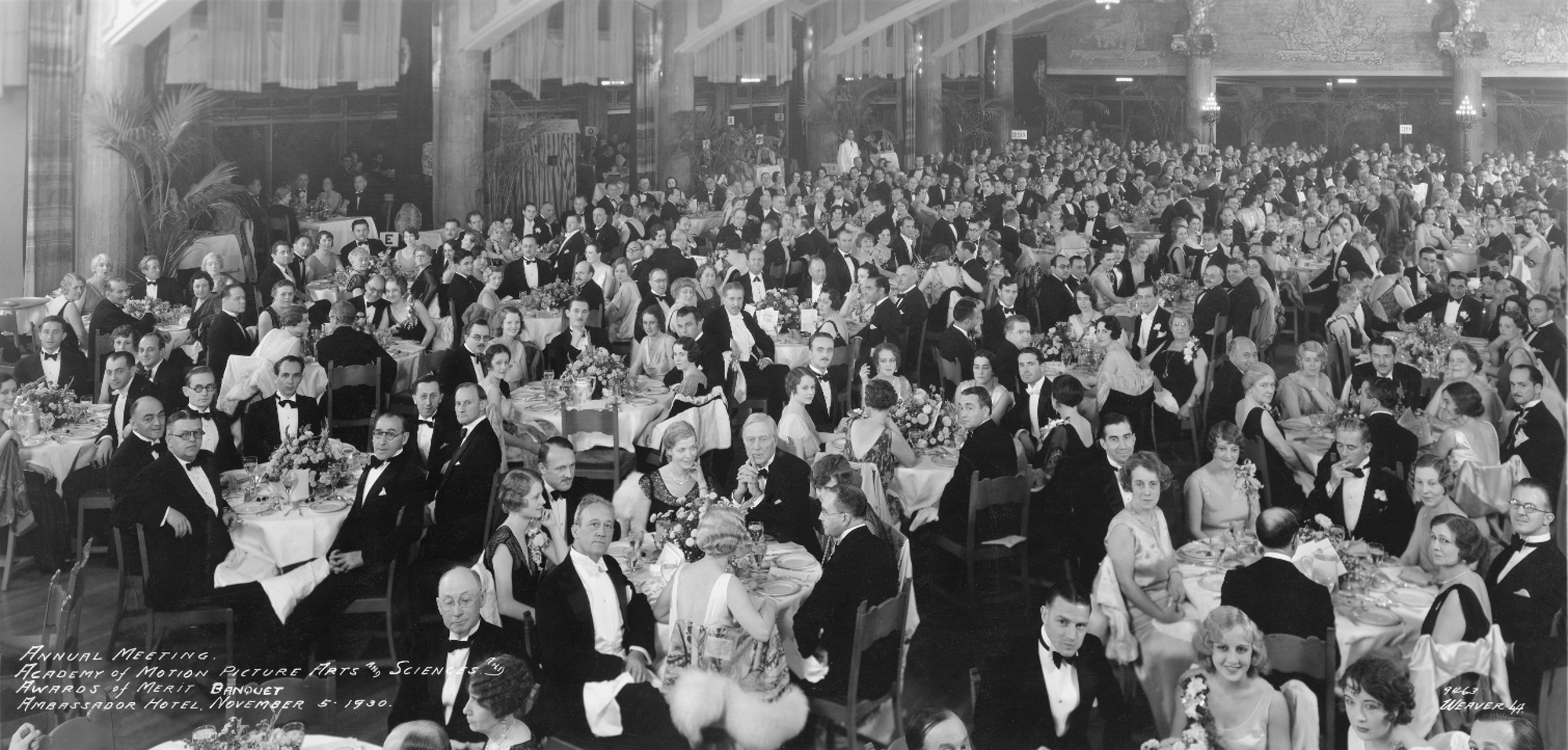
Foto della 3ª edizione della cerimonia di premiazione degli Oscar.

## Vincitori e candidati
Vengono di seguito indicati in grassetto i vincitori. Ove ricorrente e disponibile, viene indicato il titolo in lingua italiana e quello in lingua originale tra parentesi.

### Miglior film
- All'ovest niente di nuovo (All Quiet on the Western Front), regia di Lewis Milestone
- Carcere (The Big House), regia di George W. Hill
- Disraeli, regia di Alfred E. Green
- La divorziata (The Divorcee), regia di Robert Z. Leonard
- Il principe consorte (The Love Parade), regia di Ernst Lubitsch

### Miglior regia
- Lewis Milestone - All'ovest niente di nuovo (All Quiet on the Western Front)
- Clarence Brown - Anna Christie e Romanzo (Romance)
- Robert Z. Leonard - La divorziata (The Divorcee)
- Ernst Lubitsch - Il principe consorte (The Love Parade)
- King Vidor - Alleluja! (Hallelujah)

### Miglior attore
- George Arliss - Disraeli
- George Arliss - La dea verde (The Green Goddess)
- Wallace Beery - Carcere (The Big House)
- Maurice Chevalier - Il principe consorte (The Love Parade) e La conquista dell'America (The Big Pond)
- Ronald Colman - Cercasi avventura (Bulldog Drummond) e L'isola del diavolo (Condemned)
- Lawrence Tibbett - Amor gitano (The Rogue Song)

### Migliore attrice
- Norma Shearer - La divorziata (The Divorcee)
- Nancy Carroll - The Devil's Holiday
- Ruth Chatterton - Sarah and Son
- Greta Garbo - Anna Christie e Romanzo (Romance)
- Norma Shearer - Ritorna il sole (Their Own Desire)
- Gloria Swanson - L'intrusa (The Trespasser)

### Miglior sceneggiatura
- Frances Marion - Carcere (The Big House)
- George Abbott, Maxwell Anderson e Del Andrews - All'ovest niente di nuovo (All Quiet on the Western Front)
- Howard Estabrook - Street of Chance
- Julian Josephson - Disraeli
- John Meehan - La divorziata (The Divorcee)

### Miglior fotografia
- Joseph T. Rucker e Willard Van Der Veer - With Byrd at the South Pole
- William Daniels - Anna Christie
- Arthur Edeson - All'ovest niente di nuovo (All Quiet on the Western Front)
- Gaetano Gaudio e Harry Perry - Gli angeli dell'inferno (Hell's Angels)
- Victor Milner - Il principe consorte (The Love Parade)

### Miglior scenografia
- Herman Rosse - Il re del jazz (King of Jazz)
- Hans Dreier - Il principe consorte (The Love Parade)
- Hans Dreier - Se io fossi re (The Vagabond King)
- William Cameron Menzies - Cercasi avventura (Bulldog Drummond)
- Jack Okey - Sally

### Miglior sonoro
- Douglas Shearer e Metro-Goldwyn-Mayer Studio Sound Department - Carcere (The Big House)
- George Groves e First National Studio Sound Department - Song of the Flame
- Franklin Hansen e Paramount Famous Lasky Studio Sound Department - Il principe consorte (The Love Parade)
- Oscar Lagerstrom e United Artists Studio Sound Department - Raffles
- John Tribby e RKO Radio Studio Sound Department - The Case of Sergeant Grischa